# Róisín Upton
Pour les articles homonymes, voir Upton (homonymie).
Róisín Upton est une joueuse de hockey sur gazon irlandaise évoluant au poste de défenseure au Catholic Institute HC et pour l'équipe nationale irlandaise.

## Biographie
- Naissance le 1er avril 1994 à Limerick.

## Carrière
Elle a fait partie de l'équipe nationale pour concourir à la Coupe du monde 2018 à Londres.

## Palmarès
- : 2e à la Coupe du monde 2018.